# Jerzy Wisialski
Jerzy Ireneusz Wisialski (ur. 5 maja 1946 w Chorzelach) – polski chemik technolog, projektant instalacji chemicznych, doktor inżynier, ekspert Politechniki Warszawskiej i rzeczoznawca NOT w zakresie projektowania technologicznego zakładów chemicznych.

## Życiorys
Absolwent Wydziału Chemicznego Politechniki Warszawskiej (1970) w specjalizacji inżynieria chemiczna. W 1971 odbył staż w Mazowieckich Zakładach Rafineryjno-Petrochemicznych w Płocku. W latach 1972–89 pracował jako projektant technolog i główny projektant w Biurze Projektów Przemysłu Organicznego „Organika” w Warszawie. W latach 1989–93 prowadził badania i projekt technologiczny oraz nadzór nad budową i uruchomieniem Wytwórni Naturalnego Benzaldehydu (BAO) dla firmy „Naturalia Srl” we Włoszech we współpracy z Alval Process Engineering (Szkocja). Od 1993 jest głównym technologiem i projektantem w Laboratorium Procesów Technologicznych (LPT) na Wydziale Chemicznym Politechniki Warszawskiej.
Od 1995 współtworzył nauczanie projektowania technologicznego w LPT na Wydziale Chemicznym PW. Współredaktor i autor znacznej części podręcznika Projektowanie procesów technologicznych. Od laboratorium do instalacji przemysłowej oraz współredaktor skryptu Projektowanie procesów technologicznych. Bezpieczeństwo procesów chemicznych. W 2010 uzyskał stopień naukowy doktora nauk chemicznych w dyscyplinie technologia chemiczna. Członek Rady Wydziału Chemicznego PW w latach 2008–2012.
W pracy zawodowej i naukowej specjalizuje się w projektowaniu procesów i instalacji technologicznych, inżynierii chemicznej i procesowej, powiększaniu skali procesów od laboratorium do przemysłu, opracowywaniu i wdrażaniu technologii oraz projektach rozwojowych i inwestycyjnych. Jest autorem wielu projektów przemysłowych instalacji chemicznych. Projektował, budował i modernizował szereg instalacji pilotowych i badawczych. Brał udział w wielu projektach badawczo-rozwojowych, patentach, know-how i wdrażaniu technologii. 

## Odznaczenia i wyróżnienia
W 2002 odznaczony Złotym Krzyżem Zasługi. Wielokrotnie otrzymywał nagrody rektora PW za osiągnięcia naukowe (lata: 2003, 2012 i 2016) oraz dydaktyczne (1997 i 2004). W latach 1975–1987 nagradzany przez dyrektora Biura Projektów „Organika” za osiągnięcia projektowe.